# Rehmannia elata
Rehmannia elata är en snyltrotsväxtart som beskrevs av N. E. Brown. Rehmannia elata ingår i släktet Rehmannia och familjen snyltrotsväxter. Inga underarter finns listade i Catalogue of Life.